# Anything Once!
Anything Once! (também conhecido Anything Goes) é um filme mudo norte-americano de 1927 em curta-metragem, do gênero comédia, dirigido por Hal Yates e F. Richard Jones.